# Aniseia
Aniseia, biljni rod iz porodice slakovki smješten u tribus Aniseieae kojemu pripada mu 3 vrste penjačica i lijana raširenih po Južnoj i Srednjoj Americi, te od Floride do Kariba.
Tipična vrsta Aniseia martinicensis uvezena je u tropsku Aziju i Afriku, te u Australiju, a koristi se u medicini, kao i za hranu. Rod je opisan u Mémoires de la Société de Physique et d'Histoire Naturelle de Genève 6(2): 481–484, pl. 2, f. 9. 1834.

## Vrste
1. Aniseia argentina (N.E.Br.) O'Donell
2. Aniseia luxurians (Moric.) Athiê-Souza & Buril
3. Aniseia martinicensis (Jacq.) Choisy; tipična vrsta